# NGC 6758
NGC 6758 este o galaxie situată în constelația Telescopul. A fost descoperită în 9 iunie 1836 de către John Herschel. Se află la o distanță de 45,7 de megaparseci de Pământ.